# 西岳書院

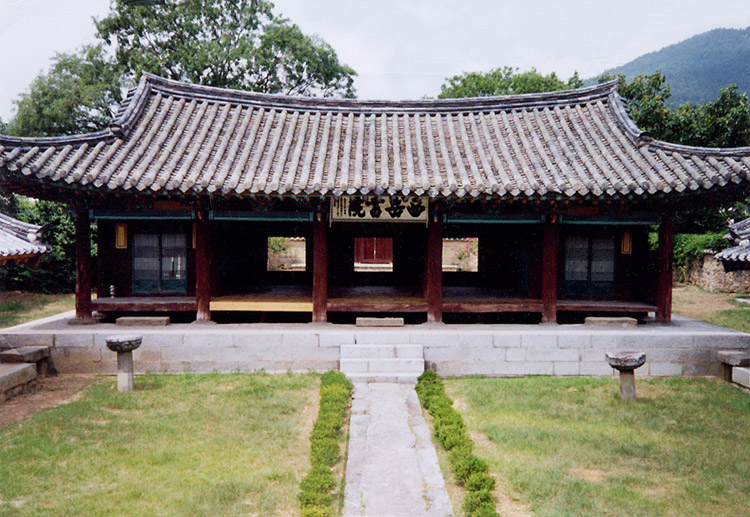

西岳書院位于大韩民国庆尚北道庆州市仙桃洞。